# Panarquisme
El panarquisme és una filosofia política que advoca per la coexistència pacífica de tots els sistemes polítics, fent èmfasi en el dret de tot individu a afiliar-se lliurement i sortir de la jurisdicció de qualsevol govern que escullin, sense veure's obligats a canviar la seva actual localització. La gent organitzaria els seus propis governs i que servirien a qui o el que vulguessin, sense sortir de casa o les seves terres. També tindrien el dret de canviar de forma de govern en cas que ho desitgessin, sense oposició. No hi hauria un govern central pel fet que cada persona triaria el seu propi estil de govern, i cada un d'aquests governs podrien treballar en conjunt com un tot per a tots en forma d'un "govern en xarxa". En cas de conflictes entre individus sota diferents governs es proposa el Dret internacional per a solucionar-los.

## Origen i desenvolupament
Originalment, el concepte va ser proposat per l'economista polític belga Paul Émile de Puydt en un article publicat el 1860. No obstant això, la paraula "panarquia" ha tingut altres significats diferents, sent la paraula "panarquisme" què es refereix a la definició original de Puydt. Max Nettlau va promoure la idea a principis del segle XX i John Zube en l'última part del segle xx va escriure extensament sobre el concepte. La idea de la panarquia és que aquesta reemplaci les "revolucions inútils".
Dues idees similars són "jurisdiccions competitives superposades funcionals" (FOCJ) defensada pels economistes suïssos Bruno Frey i Reiner Eichenberger i "multigovern" preconitzat per Le Gran Day i altres. Aquests sistemes de govern també s'han descrit com a "extraterritorials" o "exterritorials". El panarquisme ha estat adoptat per alguns sectors de l'anarquisme com una forma alternativa d'exposar les seves idees, i també per aquells que promouen la secessió dels Estats i els partidaris de la creació de noves micronacions a bord de vaixells o illes artificials (seasteading).

## Crítica
La crítica més comuna al panarquisme és que és un concepte auto-contradictori, pel fet que alguns sistemes polítics rebutgen la coexistència pacífica. Aquesta crítica pot ser resposta col·locant una sola restricció als sistemes polítics que poden participar en panarquia: que han d'acceptar el principi bàsic de la panarquia mateixa.